# 天神神社 (美濃加茂市蜂屋町下蜂屋)
天神神社（てんじんじんじゃ）は、岐阜県美濃加茂市蜂屋町下蜂屋に鎮座する神社。

## 概要
創建時期は不詳。正中二年（1325年）創建の説がある。後醍醐天皇が行幸でこの地を訪れたさい勅願所としたという。
社殿は鎌倉時代から戦国時代にかけて、この地域の武将により幾度か造営（再建）されている。現在の社殿は天正十三年（1585年）に兼山城主森長可の家来の細野左近による造営であるが、1891年（明治24年）の濃尾地震で倒壊。その後従来の社殿の資材を用いて再造営。1892年（明治25年）に舞殿と拝殿を再建。1990年（平成2年）に拝殿幣殿などの建物を造営する。
1972年（昭和47年）に岐阜県神社庁より銀幣社の指定を受ける。

## 祭神
- 菅原道真

## 文化財
天神神社の獅子頭
- 1頭は、欅造りで表面は漆仕上げ。頬の部分の内側左右に長享二年（1488年）制作、正保五年（1648年）に修復と記述した墨書があり、室町時代製作と推定される[2][3]。もう1頭は檜造りで布を貼った上に漆仕上げ。色彩と作風から安土桃山時代製作と推定される[2][3]。
- 1995年（平成7年）4月11日、美濃加茂市の文化財に指定される[3]。

## 所在地
- 岐阜県美濃加茂市蜂屋町下蜂屋1021